# Lenka Pavlovič
Lenka Pavlovič (* 19. Januar 1986 in České Budějovice) ist eine tschechische Opern-, Operetten- und Konzertsängerin (Sopran).

## Leben
Lenka Pavlovič absolvierte ihre siebenjährige Gesangsausbildung in der Musikschule in Třeboň und gewann mehrere Preise bei nationalen und internationalen Gesangswettbewerben unter der Anleitung ihrer Lehrerin Stanislava Blažíčková. Anschließend wechselte sie an das Kirchliche Konservatorium in Bratislava, wo sie ihre Studien bei Eva Malatincová fortsetzte. Im Bratislavaer Puppentheater (Bratislavské bábkové divadlo) trat sie als Gretel in der Oper Hänsel und Gretel von Engelbert Humperdinck und als Morgana in der Oper Alcina von Georg Friedrich Händel auf. Ab 2009 setzte sie ihre Ausbildung an der Akademie der Darstellenden Künste in Prag fort und schloss sie 2014 unter Vladimír Doležal, dem Solisten des Nationaltheaters Prag, ab. Weitere Studien führten sie nach Wien zu der Sopranistin Julia Conwell.
Pavlovič absolvierte mehrere internationale Gesangswettbewerbe, wie etwa den Internationalen Hans-Gabor-Belvedere-Gesangswettbewerb, den Internationalen Gesangswettbewerb Neue Stimmen oder den Internationalen Hilde-Zadek-Gesangswettbewerb. Mit ihrer Teilnahme und dem Gewinn mehrerer Preise beim Internationalen Antonín-Dvořák-Wettbewerb 2011 gelang ihr der Durchbruch in der Karriere und führte sie auf die tschechischen Opernbühnen. Am F. X. Šalda-Theater in Liberec trat sie seit 2013 u. a. als Adele in der Fledermaus von Johann Strauß, als erste Waldnymphe in Rusalka von Antonín Dvořák und als Wanda in Polenblut von Oskar Nedbal auf. Seit 2014 ist sie auch immer häufiger an den Prager Bühnen zu erleben, wo sie ihr Repertoire u. a. um die Papagena in Mozarts Zauberflöte, Kate Pinkerton in Puccinis Madama Butterfly und die Eurydice in Offenbachs Orpheus in der Unterwelt erweiterte. 2016 erhielt sie für die Ostrava dargestellte Rolle der Hortense in Der Opernball von Richard Heuberger den Thalia Award der Czech Actors’ Association in der Sparte Operette.
Ihren ersten Auslandsauftritt hatte die Sängerin im August 2014 beim Klassikfestival „Kultur im Schloss Kirchstetten“ (Österreich), wo sie als Zerlina in Don Giovanni von Wolfgang Amadeus Mozart überzeugte. Im Folgejahr stellte sie bei diesem Festival die Gianetta in L’elisir d’amore von Gaetano Donizetti dar. Ihr Debüt in der Slowakei gab sie im Oktober 2017 am Staatstheater Košice als Nannetta in Verdis Falstaff. Ihren ersten Auftritt bei einer Produktion einer deutschen Bühne hatte sie im Dezember 2017 am Opernhaus Leipzig als Küchenjunge in Rusalka von Antonín Dvořák.

## Repertoire (Auswahl)

### Oper
- Adina und Giannetta in L’elisir d’amore von Gaetano Donizetti
- Ännchen in Der Freischütz von Carl Maria von Weber
- Ein junger Hirt in Tannhäuser von Richard Wagner
- Erste Waldnymphe und Küchenjunge in Rusalka von Antonín Dvořák
- Gretel, Sand- und Taumännchen in Hänsel und Gretel von Engelbert Humperdinck
- Hahn / Eichelhäher in Schlaue Füchslein von Leoš Janáček
- Kate Pinkerton in Madama Butterfly von Giacomo Puccini
- Musetta in La Bohème von Giacomo Puccini
- Nannetta in Falstaff von Giuseppe Verdi
- Papagena und Erste Dame in Die Zauberflöte von Wolfgang Amadeus Mozart
- Piccolo / Wunderkind / Der Student in Die Ausflüge des Herrn Broucek von Leoš Janáček
- Sklave in Salome von Richard Strauss
- Vertraute in Elektra von Richard Strauss
- Zerlina in Don Giovanni von Wolfgang Amadeus Mozart

### Operette
- Adele in Die Fledermaus von Johann Strauss
- Arsena in Der Zigeunerbaron von Johann Strauss
- Eurydice in Orpheus in der Unterwelt von Jacques Offenbach
- Gabrielle in Pariser Leben von Jacques Offenbach
- Hortense in Der Opernball von Richard Heuberger
- Stasi/Anastasia, eine Comtesse in Die Csárdásfürstin von Emmerich Kálmán
- Wally in Tausend und eine Nacht von Johann Strauss
- Wanda in Polenblut von Oskar Nedbal

### Konzert
- Kirchenkantate „Ich hatte viel Bekümmernis“ (BWV 21) von  Johann Sebastian Bach
- „Zigeunermelodien“ op. 55 von Antonín Dvořák
- „Krönungsmesse“ in C-Dur, KV 317 von Wolfgang Amadeus Mozart
- „Carmina Burana“ von Carl Orff
- „Stabat Mater“ von Giovanni Battista Pergolesi